# Таничау
Танича́у (рос. Танычау, башк. Танысау) — присілок у складі Учалинського району Башкортостану, Росія. Входить до складу Ахуновської сільської ради.
Населення — 71 особа (2010; 101 в 2002).
Національний склад:
- башкири — 50%
- татари — 49%